# Jacob Simonis
Johan Hendricus Heijm (ur. 16 listopada 1890 w Amsterdamie, zm. 22 grudnia 1962 tamże) – holenderski zapaśnik walczący w stylu klasycznym. Olimpijczyk z Amsterdamu 1928, gdzie zajął dziewiąte miejsce w wadze ciężkiej.

## Turniej wAmsterdamie 1928
| Konkurencja             | Walki               | Walki                   | Klas. końcowa |
| Konkurencja             | Przeciwnik I        | Przeciwnik II           | Miejsce       |
| ----------------------- | ------------------- | ----------------------- | ------------- |
| +82,5 kg styl klasyczny | Josef Urban (CSK) P | Rudolf Svensson (SWE) P | 9.            |